# Chapelle Notre-Dame de Béléan
La Chapelle Notre-Dame de Béléan (ou chapelle Notre-Dame de Bethléem[réf. nécessaire]) est située au lieu-dit « Béléan », à Ploeren dans le Morbihan.

## Historique
La chapelle initiale a été édifiée par Jean du Garo en remerciement d'avoir survécu avec son écuyer, lors de la septième croisade prêchée par Saint Louis en 1248, en vue de libérer la Palestine. Ils avaient été enfermés par les Turcs dans une caisse et chargés sur un navire.
La chapelle ruinée, a été restaurée au XVe siècle. Aujourd'hui, la chapelle est de forme rectangulaire, en grand et moyen appareil. Elle mesure environ 18 mètres sur 7.
En 2016, la chapelle fait toujours l'objet d'une dévotion importante, comme en témoignent les nombreuses bougies allumées en permanence et le livre où les pèlerins écrivent leurs demandes et remerciements.
La porte nord de la chapelle Notre-Dame de Béléan fait l'objet d'une inscription au titre des monuments historiques depuis le 9 juin 1925, avant que l'inscription ne soit étendue à la totalité de l'édifice le 10 juin 2020.

## Architecture

### Le clocher

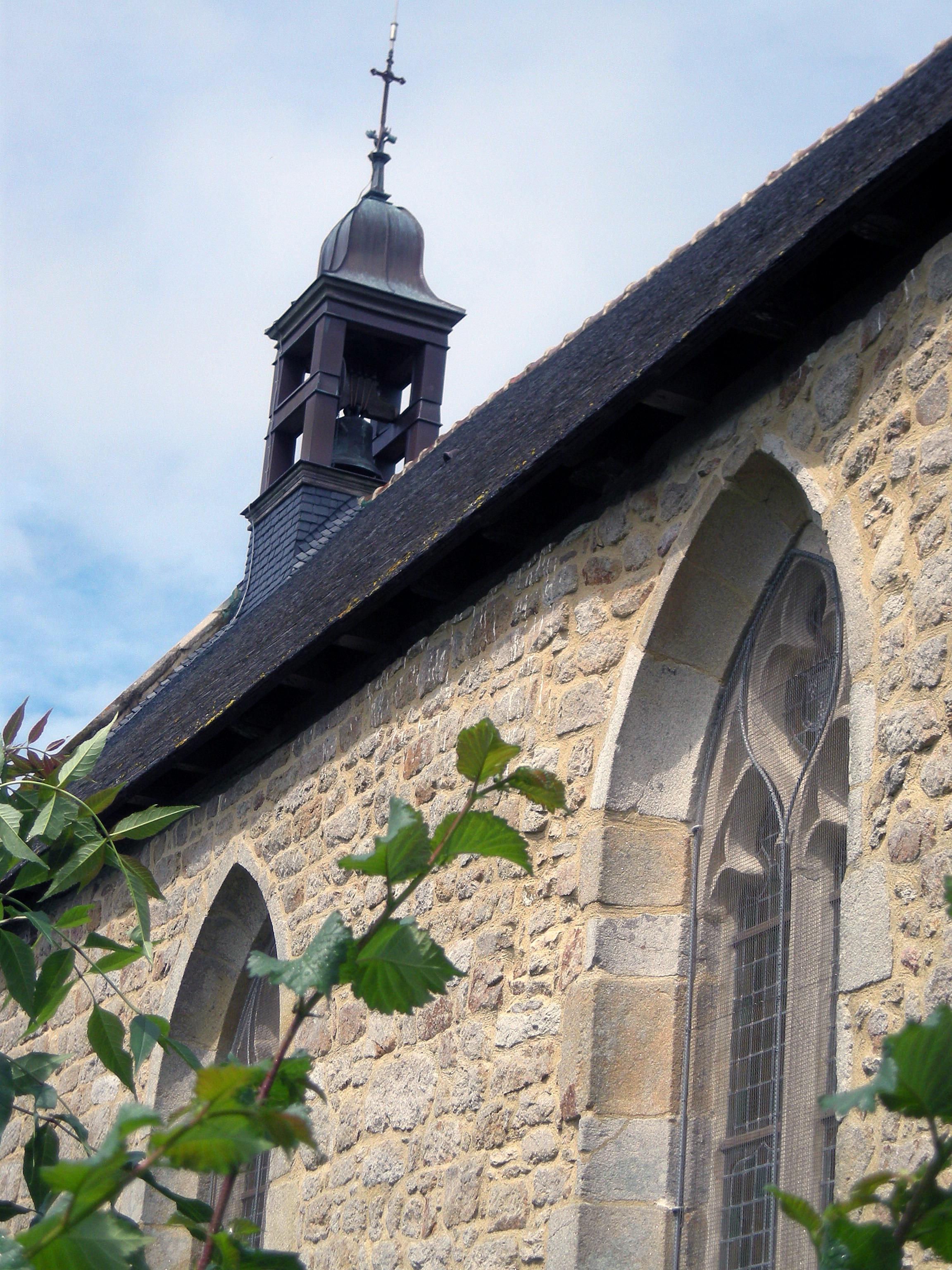
Le clocher vu du Sud-Est.

### La façade ouest

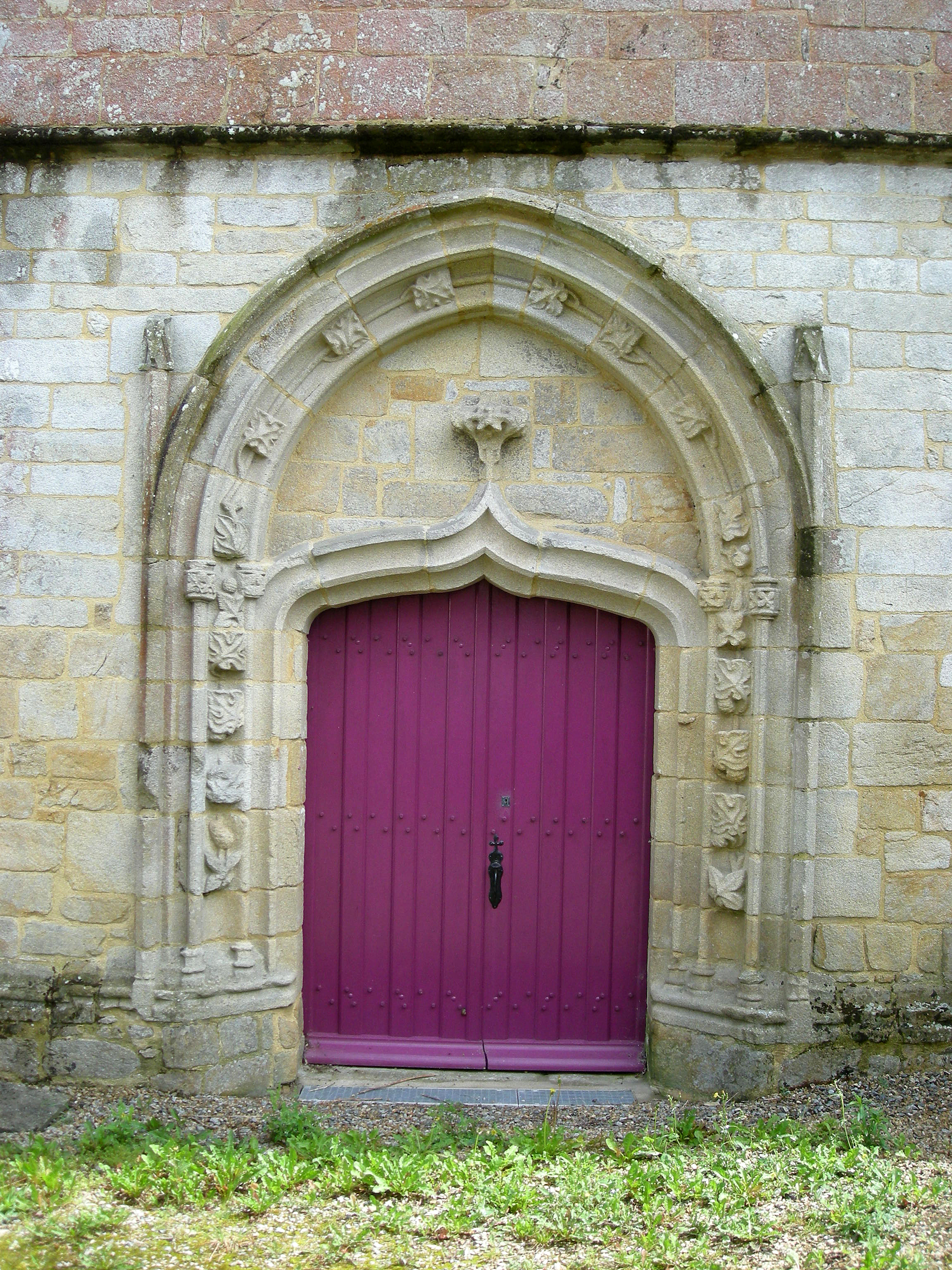
La porte ouest

### La façade nord
Au-dessus de la porte nord sont disposés les blasons de Garo (bordure argent et sable) et de Yves de Pontsal, qui fut évêque à Vannes de 1444 au 7 janvier 1476.

Blason d'Ives de Pontsal : d'argent à la fasce de gueules chargée de trois besants d'or et accompagnée de six mouchetures d'hermines de sable.
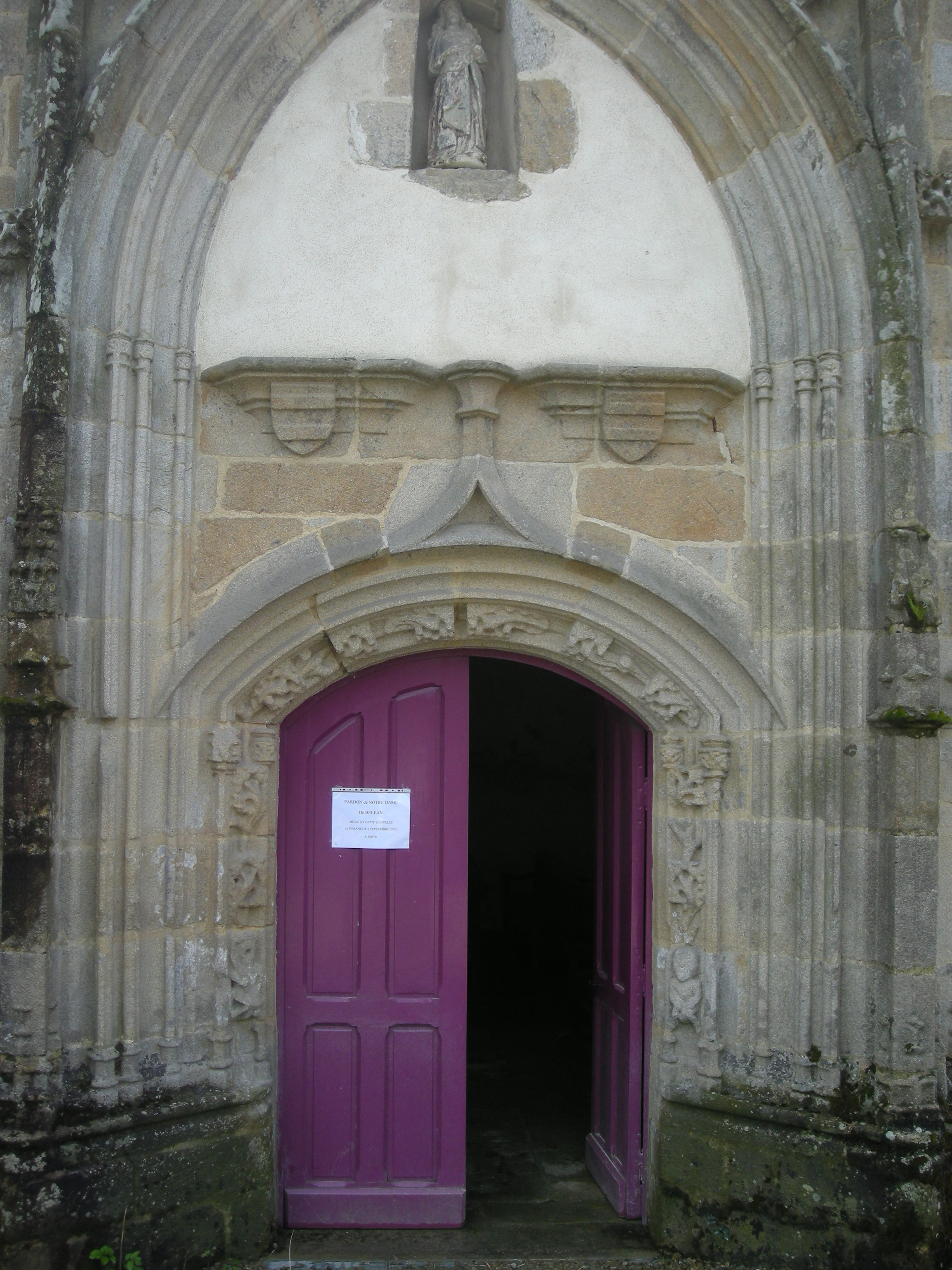
La porte nord.

### Le chevet

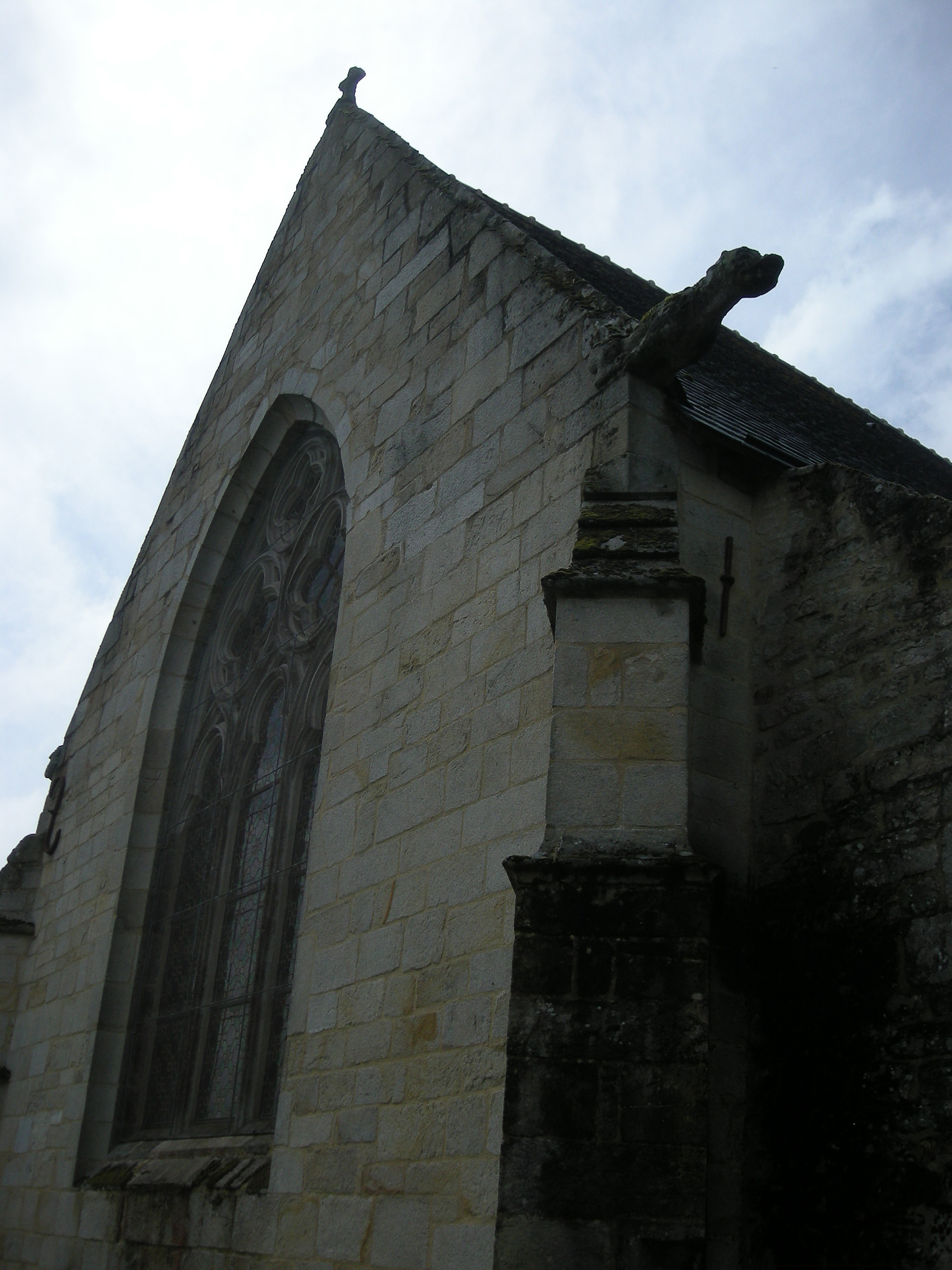
Détail du chevet.

### Le chœur
Le mobilier et le décor intérieur sont très simples.
Deux grands tableaux sur bois, représentent « Jean du Garo » et « saint Michel d'Auray ».
Un banc de pierre intérieur ceint les murs.
Le vitrail date du XVIe siècle.
Dans la baie du Sud à demi-bouchée des fragments de vitraux portant les blasons des Kermeno du Garo sont remarquables.
Dans le pavement de la chapelle, une grande pierre tombale est probablement celle de René de Kermeno.

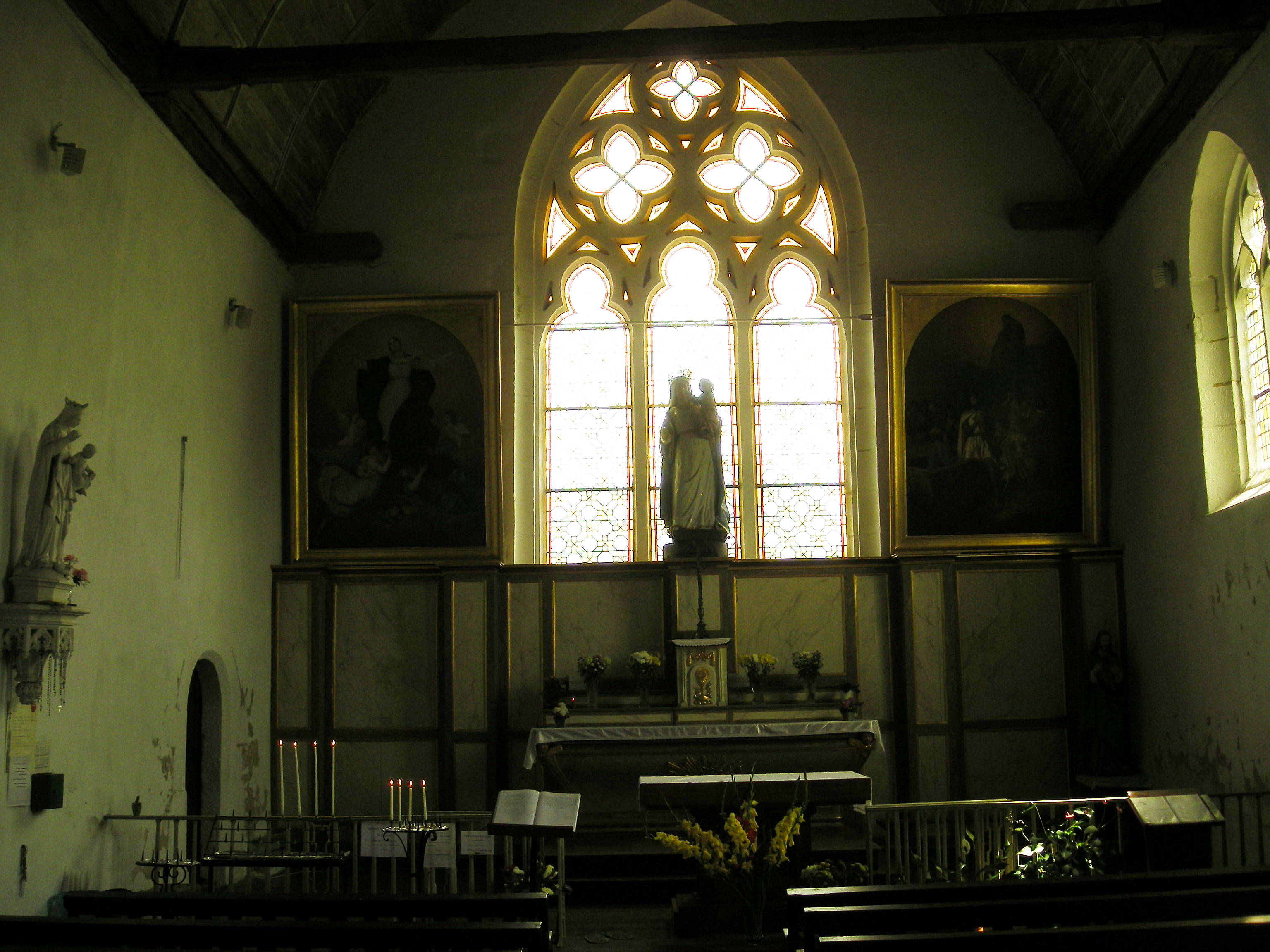
Le chœur.

### Le plafond et la charpente
L'inscription de la sablière intérieure révèle que la charpente est réalisée par Jehan Thébaud, du Moustoir en Radenac, en 1457, avec des arbres de la forêt de Trebimoél, sous la direction du chanoine d'Arradon, Nicolas Crouse : 

« Lan mil IIIc L VII Nicolas Crouse Ch. de Aradon, procureur de la chapelle Nre Dame de Bethléem, a fayt faire le boys de ceste chapelle qui est de la forest de Trebimoel, par Jehan Thebaud, du Mouster-Radunac »

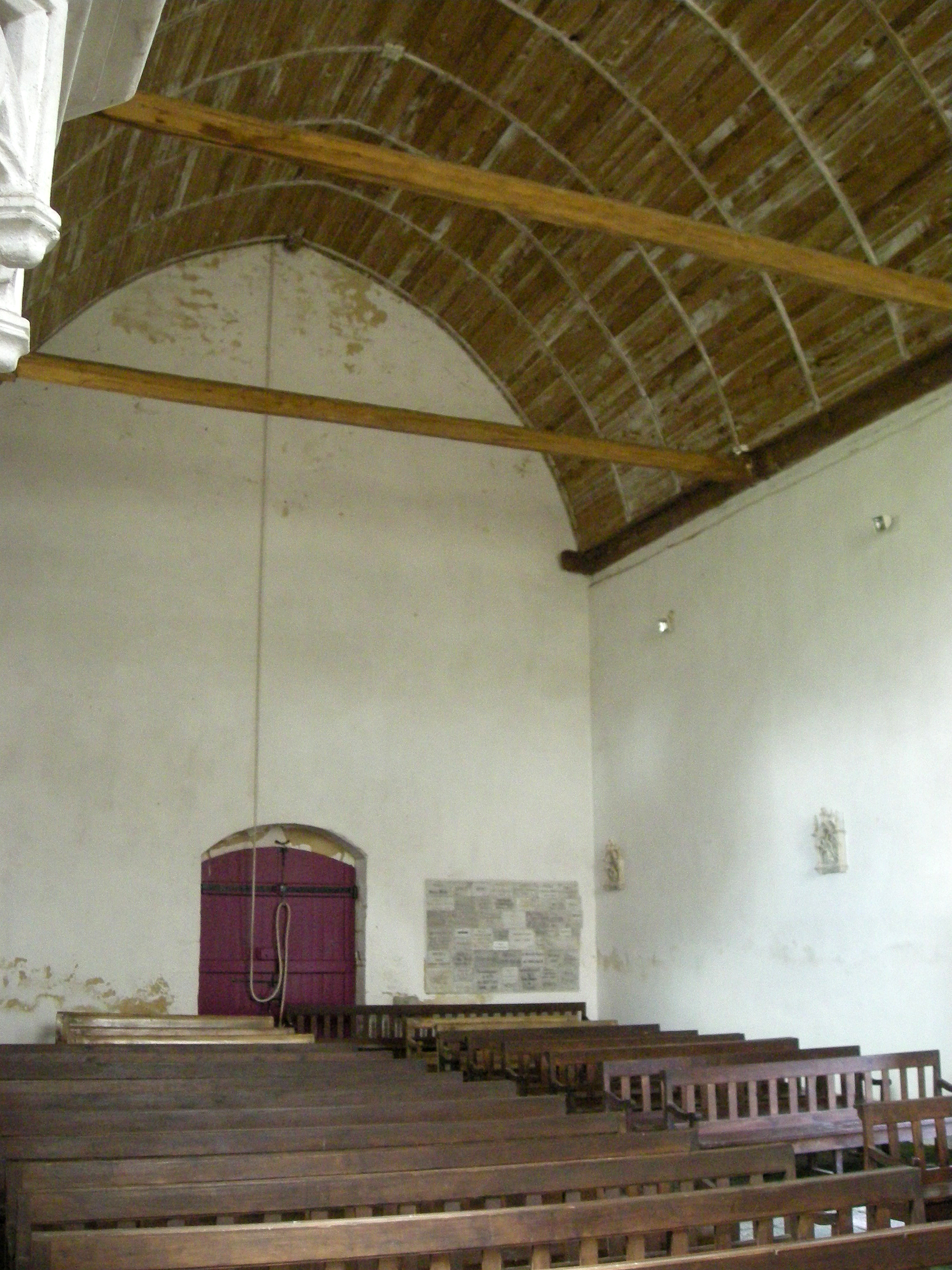
Le plafond est construit en forme de coque de bateau renversée.